# Dongshengyong (köpinghuvudort i Kina, Jilin Sheng, lat 42,81, long 129,50)
Dongshengyong är en köpinghuvudort i Kina. Den ligger i provinsen Jilin, i den nordöstra delen av landet, omkring 370 kilometer öster om provinshuvudstaden Changchun. Antalet invånare är 13 646. Befolkningen består av 6 681 kvinnor och 6 965 män. Barn under 15 år utgör 4,0 %, vuxna 15-64 år 81 %, och äldre över 65 år 13,0 %.
Runt Dongshengyong är det ganska tätbefolkat, med 67 invånare per kvadratkilometer. Närmaste större samhälle är Longjing, 7,5 km sydväst om Dongshengyong. I omgivningarna runt Dongshengyong växer i huvudsak blandskog.
Genomsnittlig årsnederbörd är 967 millimeter. Den regnigaste månaden är juli, med i genomsnitt 216 mm nederbörd, och den torraste är januari, med 9 mm nederbörd.